# Кильдяков, Михаил Андреевич
Михаил Андреевич Кильдяков (1915—1945) — старший лейтенант Рабоче-крестьянской Красной Армии, участник Великой Отечественной войны, Герой Советского Союза (1946).

## Биография
Михаил Кильдяков родился 26 февраля 1915 года в селе Новая Яблонка (ныне — Хвалынский район Саратовской области). После окончания семи классов школы и ремесленного училища проживал в Баку, работал в Каспийском морском пароходстве. В июне 1942 года Кильдяков был призван на службу в Рабоче-крестьянскую Красную Армию и направлен на фронт Великой Отечественной войны. К марту 1945 года старший лейтенант Михаил Кильдяков был заместителем по политической части командира батальона 932-го стрелкового полка 252-й стрелковой дивизии 46-й армии 2-го Украинского фронта. Отличился во время освобождения Венгрии.
В ночь с 29 на 30 марта 1945 года Кильдяков одним из первых переправился через Дунай у острова Сентпаль и принял активное участие в прорыве обороны противника, захвате и удержании плацдарма, штурме чехословацкого города Комарно. В том бою он погиб. Похоронен в Комарно.
Указом Президиума Верховного Совета СССР от 15 мая 1946 года старший лейтенант Михаил Кильдяков был удостоен высокого звания Героя Советского Союза (посмертно). Также был награждён орденами Ленина и Красной Звезды.